# لاسي فورس
لاسي فورس هو لاعب كرة قدم فنلندي في مركز الدفاع، ولد في 15 يناير 2002 في لاهتي في فنلندا. لعب مع نادي لاهتي.